# 한국네트웍스
한국네트웍스(Hankook Networks)는 한국앤컴퍼니그룹 IT/물류 회사로, 2000년 8월에 한국타이어와 PwC(PricewaterhouseCoopers) 합작 및 한국타이어 정보시스템 부문을 이양한 회사이다.

## 역사
- 2000년 : emFrontier(엠프론티어) 설립 (한국타이어와 PwC 합작) 및 한국타이어 정보시스템 부문 이양
- 2007년 : 기술연구소 설립
- 2011년 : Thomson Reuters LAWnB 기업법무솔루션/국회업무관리솔루션 인수 및 전략적 Partnership 체결[1]
- 2019년 : 한국네크웍스로 사명 변경[2]
- 2022년 : 조영민 대표이사 취임[3]

## 수상
- 2024. : 2024년 소비자가 선택한 최고의 브랜드, IT 부분에 한국네트웍스 'Pi(파이)' 선정
- 2024. : 한국정보방송통신대연합회장상, 특별상
- 2020. : 4차 산업혁명 우수기업, 과학술정보통신부 장관상
- 2016. : 대한민국 SW기업 경쟁력 대상, 시스템통합 부문 우수
- 2015. : 2015 한국로지스틱스대상, 물류·솔루션/컨설팅 부문 대상
- 2014. : SW산업발전 대통령 표창, 대한민국 SW기업 경쟁력 산업용 소프트웨어 부문 최우수상
- 2009. : S/W 산업발전 대상, 대통령 표창
- 2008. : 신 소프트웨어 대상 (지식경제부장관)

## 현황
사명을 Hankook Networks(한국네트웍스)로 변경 하였다.